# Simon Skarlatidis
Simon Skarlatidis (* 6. Juni 1991 in Waiblingen) ist ein deutsch-griechischer Fußballspieler. Er wird meist auf dem rechten Flügel eingesetzt.

## Karriere
Skarlatidis spielte in der Jugend für den VfB Stuttgart, den SV Fellbach, die TSG Backnang 1919 und die SG Sonnenhof Großaspach. Mit Backnang unterlag er 2009 im A-Junioren-Finale des WFV-Pokals den Stuttgarter Kickers. Kurz darauf wechselte er zur SG Sonnenhof Großaspach, für die er bereits als A-Jugendlicher in der Regionalligamannschaft zum Einsatz kam. In den folgenden Spielzeiten steigerten sich die Einsatzzeiten des dribbelstarken Mittelfeldspielers in der Regionalligamannschaft kontinuierlich, 2014 wurde er mit Großaspach zunächst Meister der Regionalliga Südwest und war auch in den beiden Aufstiegsspielen gegen den VfL Wolfsburg II im Einsatz, als durch einen 1:0-Auswärtsstieg der Aufstieg in die 3. Liga gelang. 2015 wechselte Skarlatidis nach sechs Jahren bei der SGS zum aus der 2. Bundesliga abgestiegenen FC Erzgebirge Aue. In der Saison 2015/16 gelang Skarlatidis mit dem FC Erzgebirge der direkte Wiederaufstieg in die 2. Bundesliga. In der darauffolgenden Saison 2016/17 kam er bis Februar 2017 in 11 Spielen zum Einsatz und erzielte dabei 2 Tore. Im Ligaspiel gegen Dynamo Dresden (1:4) am 26. Februar 2017 erlitt Skarlatidis einen Mittelhandbruch und kam in der restlichen Saison nicht mehr zum Einsatz. Sein 2017 auslaufender Vertrag wurde nicht verlängert.
Zur neuen Saison 2017/18 wechselte Skarlatidis zu den Würzburger Kickers.
Nach zwei Spielzeiten bei den Franken verpflichtete ihn zur Drittligasaison 2019/20 der 1. FC Kaiserslautern, bei dem der Stürmer einen bis Juni 2021 gültigen Vertrag erhielt. Ende Mai 2021 gab Skarlatidis bekannt, keinen neuen Vertrag mehr bei den Pfälzern erhalten zu haben. Zur Saison 2021/22 wechselte er zur SpVgg Unterhaching.

## Persönliches
Parallel zu seiner Fußballerlaufbahn absolvierte Skarlatidis eine Ausbildung zum Kaufmann für Bürokommunikation.

## Erfolge
FC Erzgebirge Aue
- Aufstieg in die 2. Bundesliga: 2016

SpVgg Unterhaching
- Meister der Regionalliga Bayern und Aufstieg in die 3. Liga: 2023